# Réservoir d'Arrocampo
Le réservoir d'Arrocampo (embalse de Arrocampo en espagnol), dénommé aussi réservoir d'Arrocampo-Almaraz, se trouve en Espagne, dans la province de Cáceres, en Estrémadure. Il fut construit en 1976 dans le but de permettre la réfrigération de la centrale nucléaire d'Almaraz. Ses eaux baignent les terres des communes d'Almaraz, Romangordo, Saucedilla et Serrejón.
La surface occupée par ses eaux est de 776 ha. La hauteur du barrage est de 36 m. Il fut creusé dans le canyon formé par le lit de l'Arrocampo à l'embouchure de cette petite rivière sur le Tage.

## Le réservoir comme système de réfrigération de la centrale nucléaire d'Almaraz

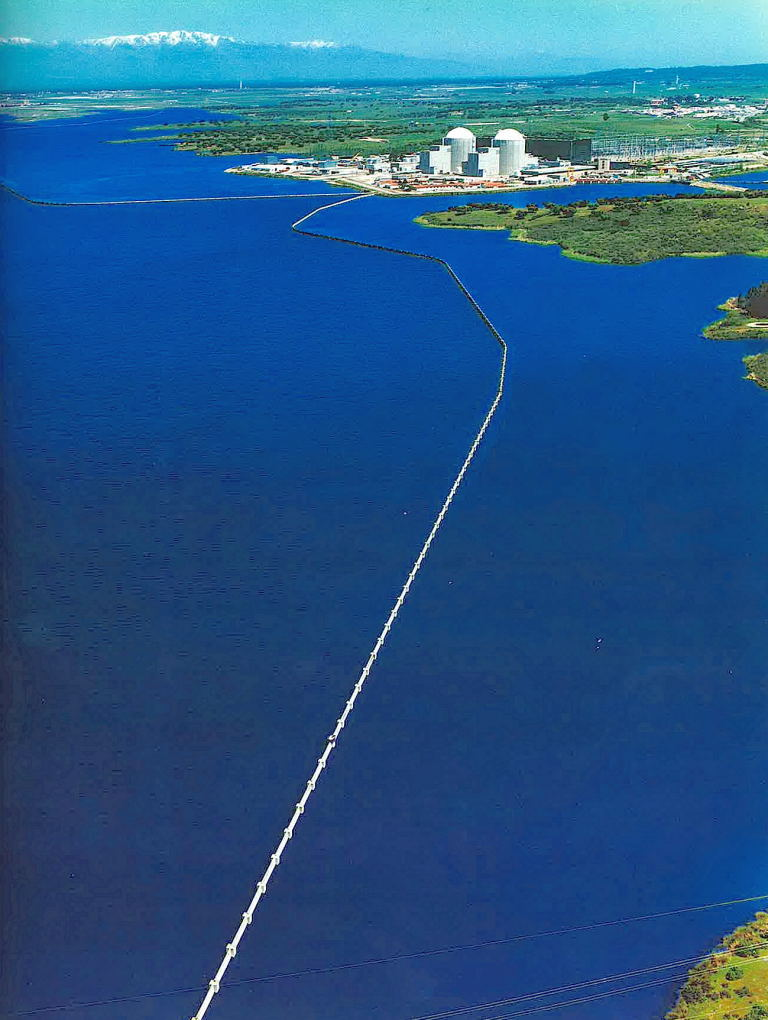
Vue aérienne du réservoir (la ligne est le mur de séparation thermique)

La réfrigération des turbines des deux réacteurs de la centrale nucléaire d'Almaraz est la raison essentielle de la création du réservoir.
Les eaux, captées du Tage, circulent, une fois chargées de la chaleur dégagée par les générateurs de la centrale, le long d'un circuit en U formé par des murs, des digues et des écrans (pantallas). Ces écrans, ou murs de séparation thermique, d'une hauteur de 8 m et d'une longueur de 11 km, permettent à l'eau de suivre une route de 25 km de long au cours de laquelle celle-ci se refroidit peu à peu avant d'être de nouveau rejetée dans le Tage (voir le schéma de circulation). Ces murs ressortent par-dessus les eaux du réservoir et servent de perchoirs et dortoirs aux cormorans, entre autres oiseaux.

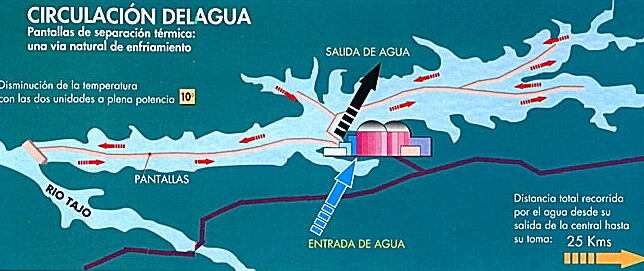
Schéma de la circulation de l'eau à Arrocampo

## Galerie réservoir

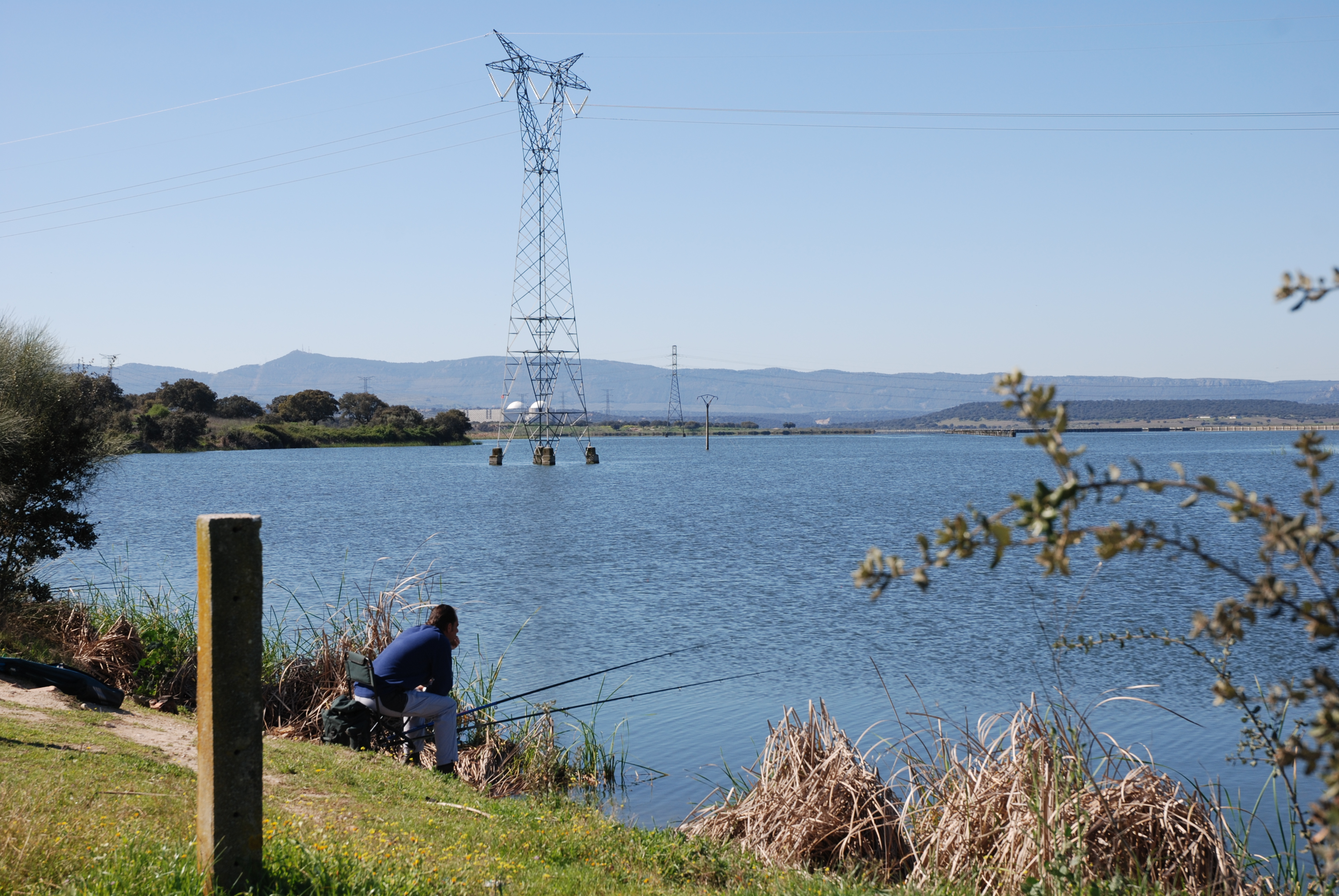
Une vue du réservoir
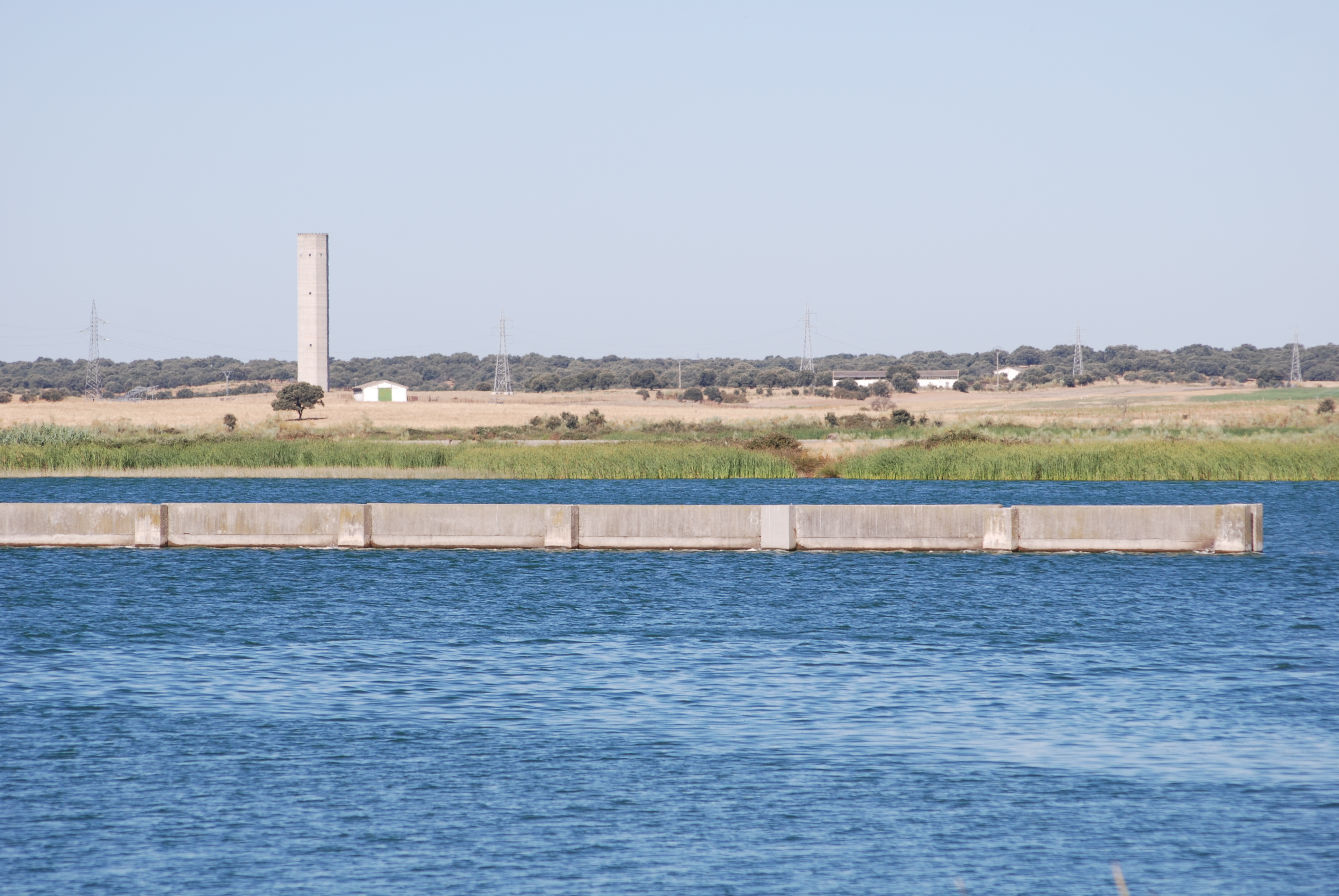
Mur de séparation thermique servant de perchoir aux cormorans et autres oiseaux
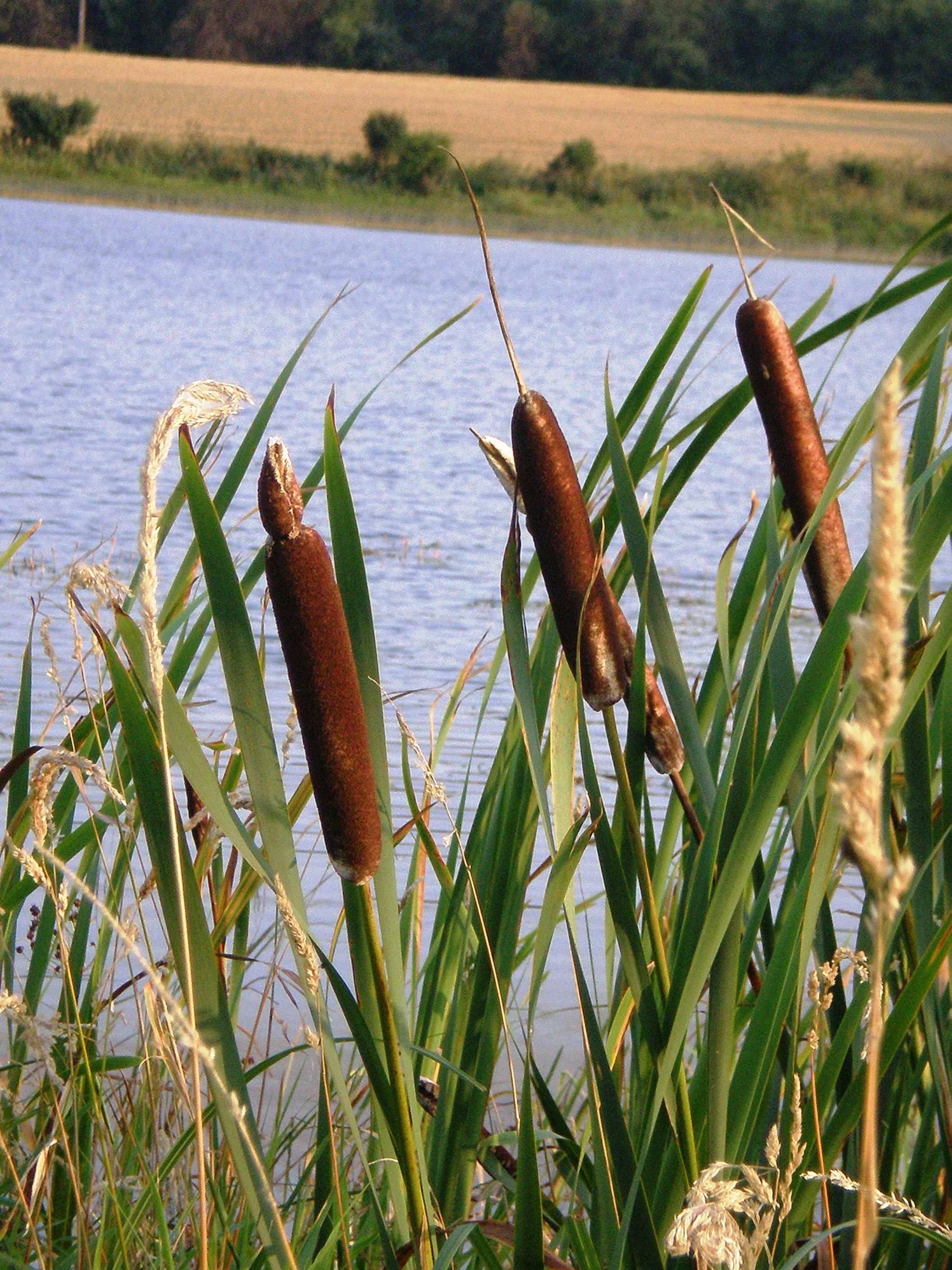
Massetes ou cannes de jonc de Typha
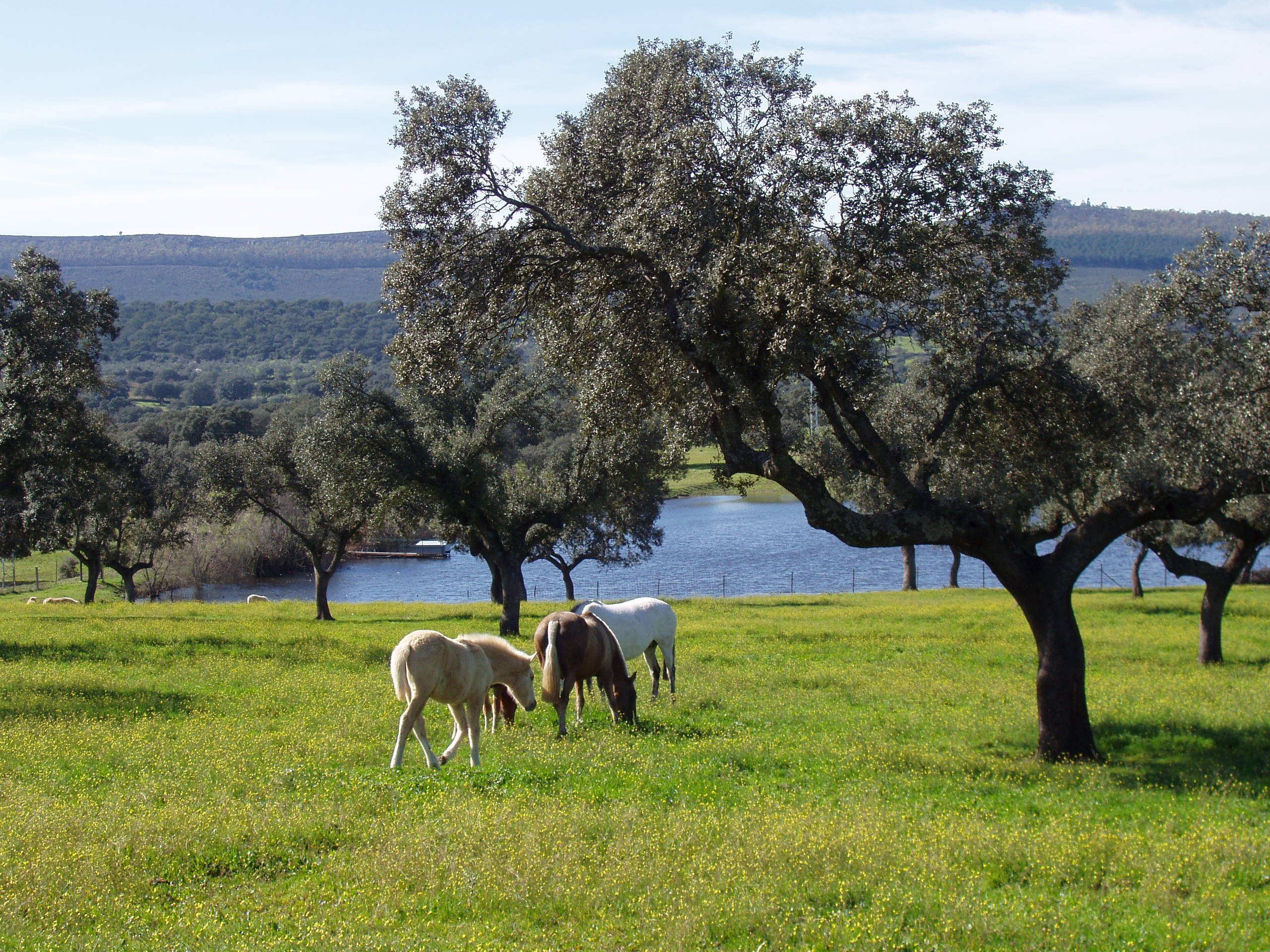
Vue du réservoir du haut d'un coteau de Saucedilla
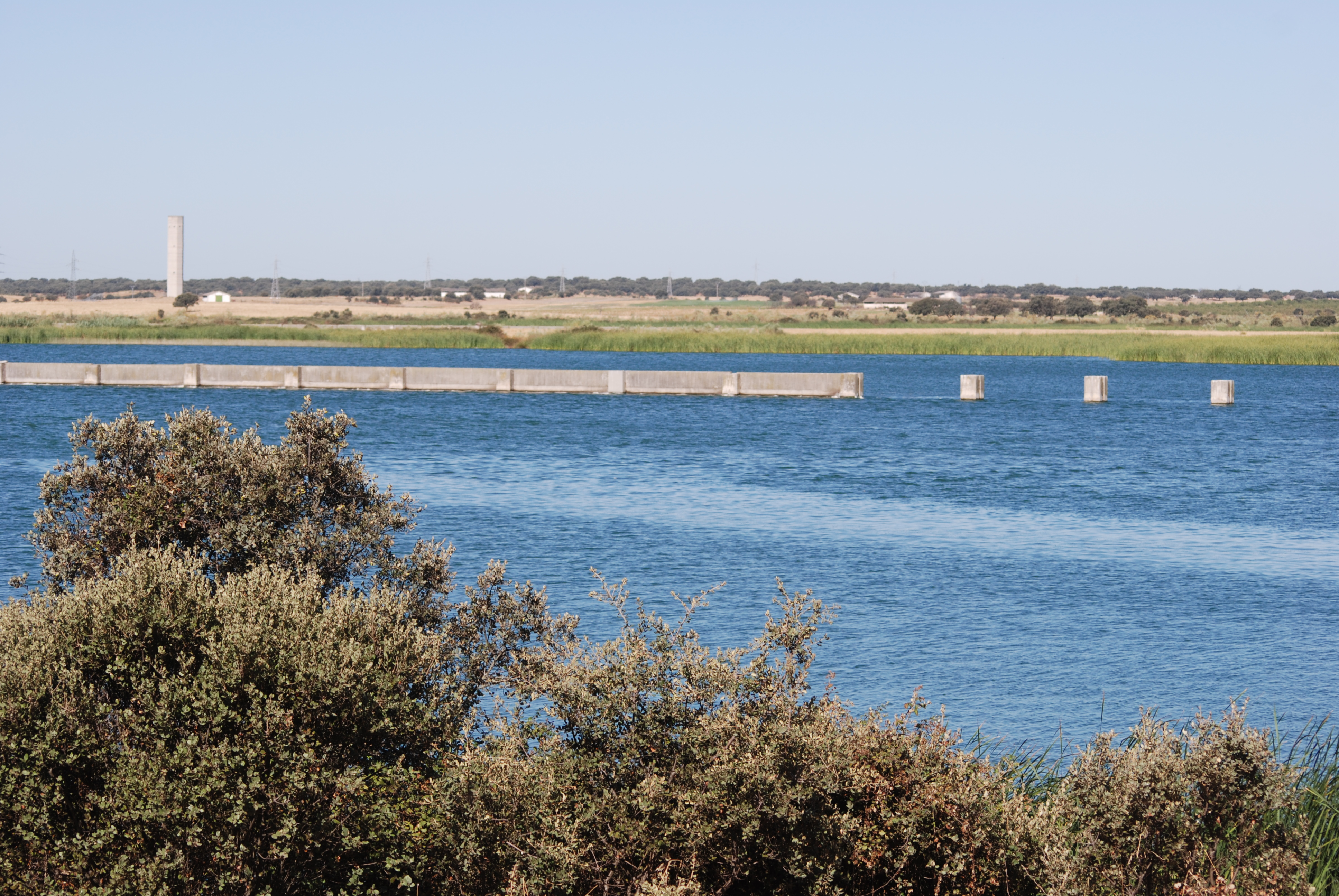
Vue du réservoir
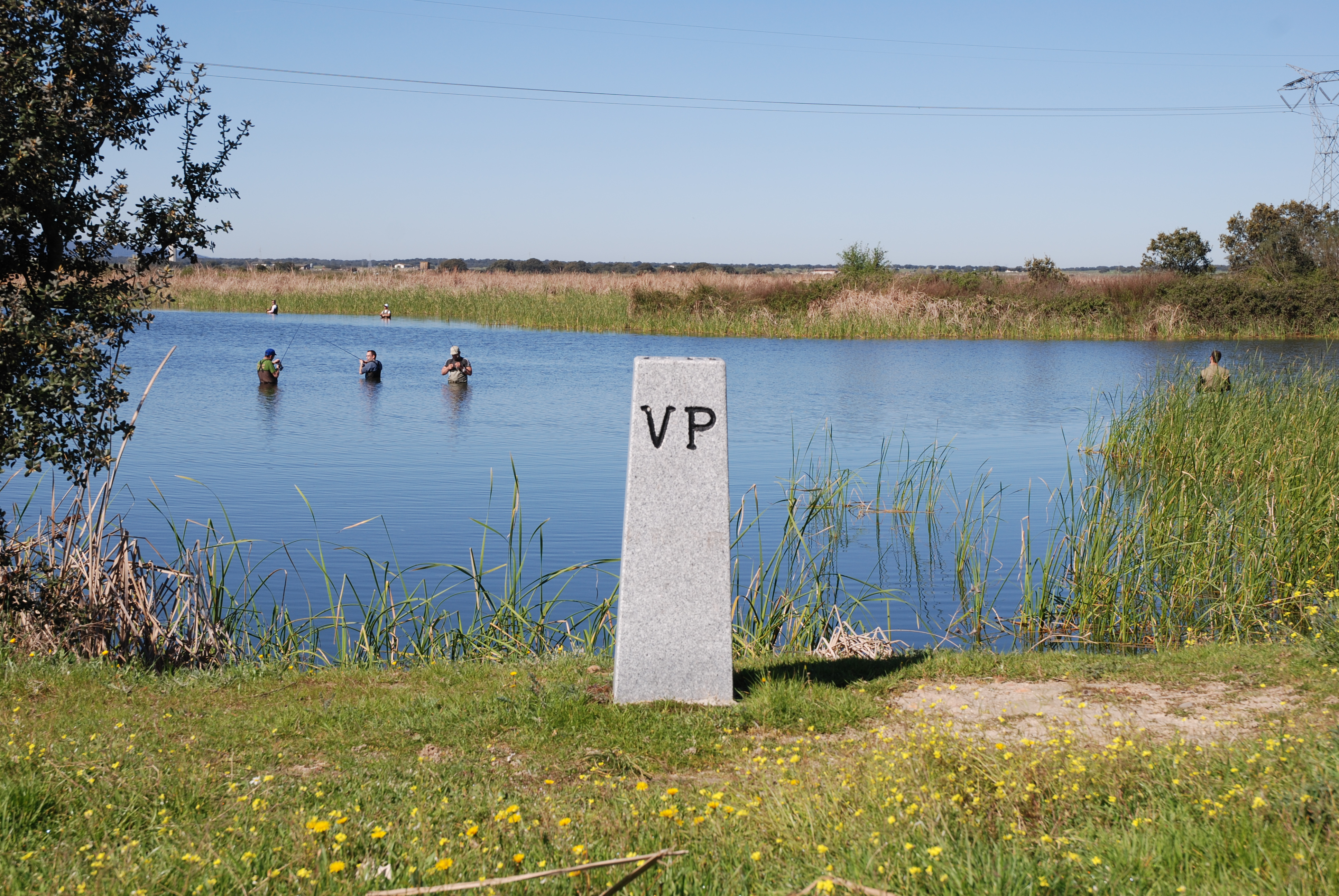
Borne de draille et pêcheurs à Arrocampo
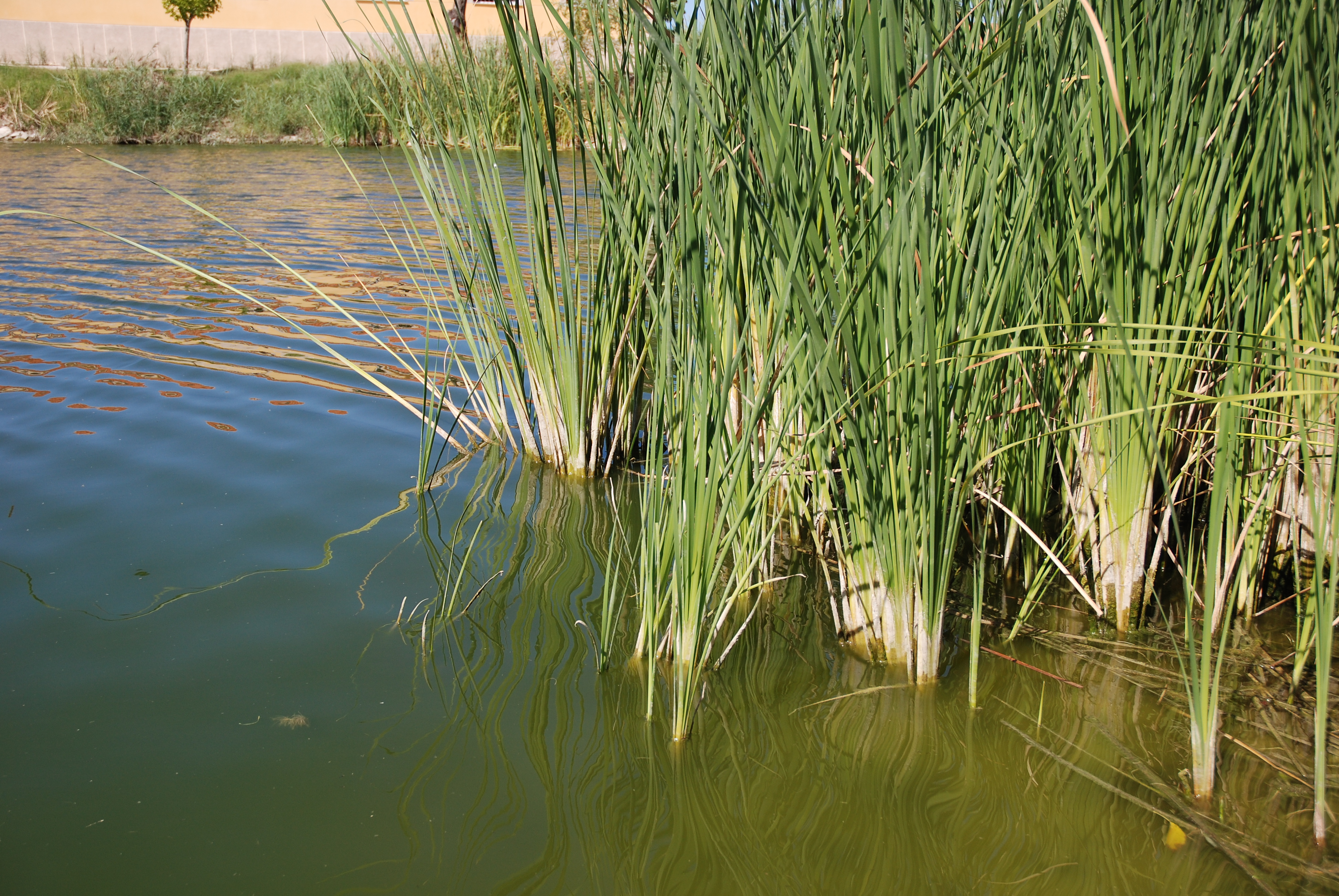
Plantes de joncs Typha
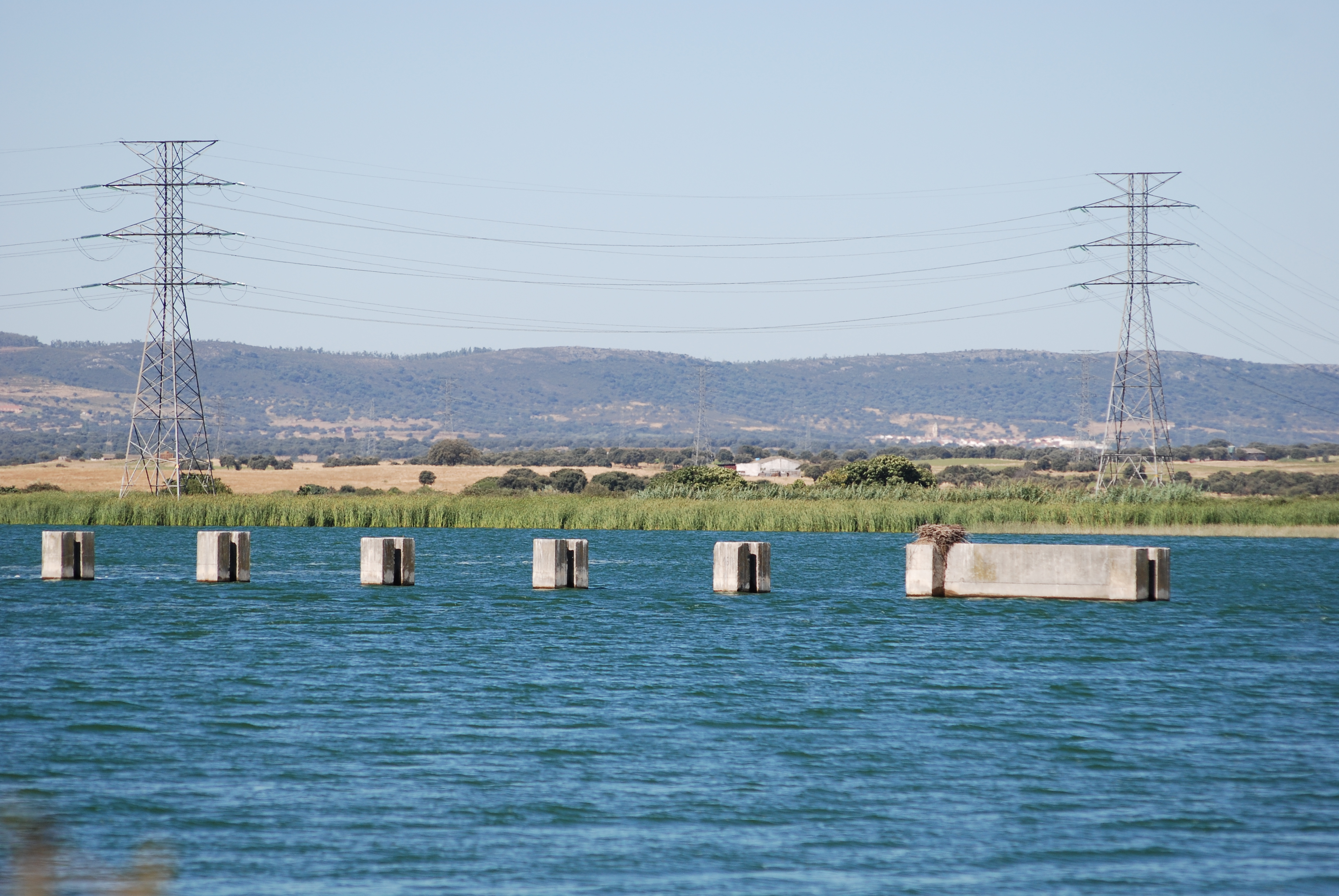
Vue du mur de séparation

## Le réservoir commezone humide
- Biomasse (écologie)

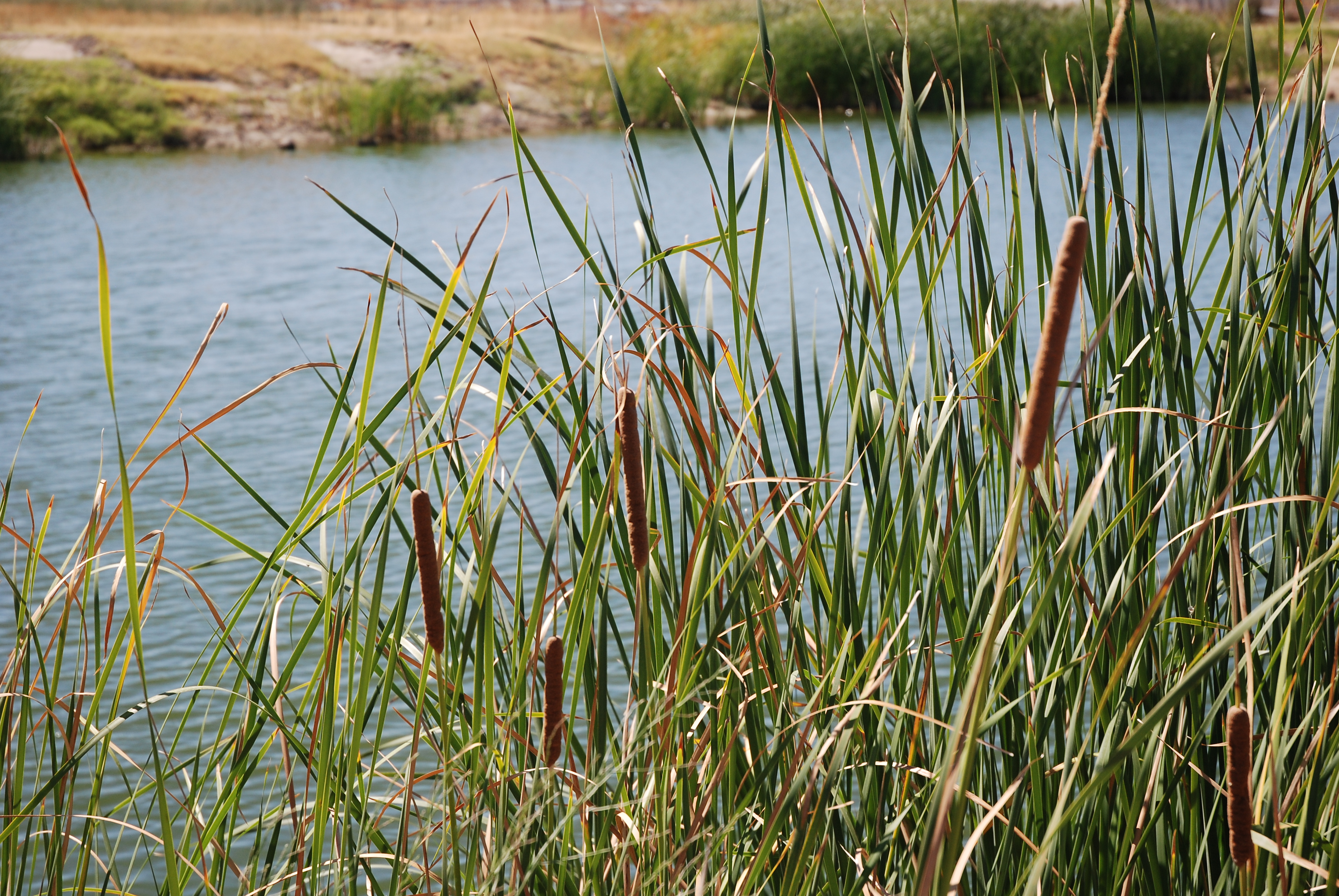
La végétation de quenouille Typha est très abondante à Arrocampo

La biomasse des eaux du réservoir est considérable à tous les niveaux trophiques. Le phytoplancton et le zooplancton prolifèrent.
- Ichtyologie

Les poissons sont très abondants, variés et de grosse taille :
- carpe commune
- barbeaux
- tanche
- gambusie
- achigan à grande bouche
- anguille d'eau douce

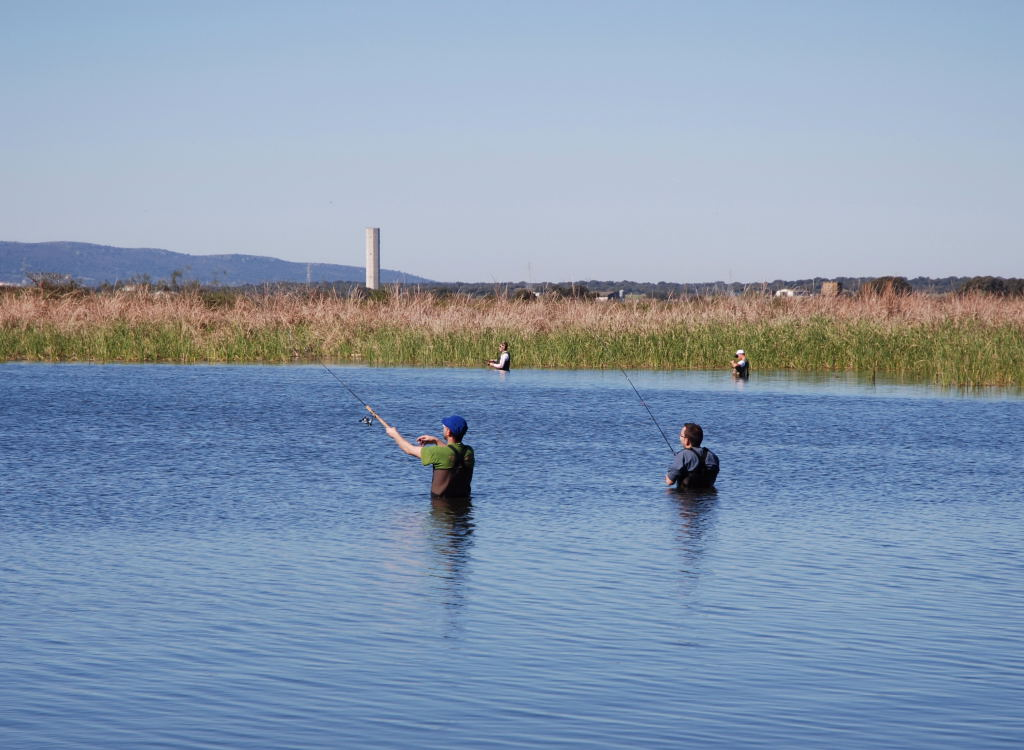
Pêcheurs à Arrocampo

La pêche à la canne est très pratiquée dans le réservoir par les pêcheurs locaux ou de la région.
- Ornithologie

Voir le chapitre ci-dessous consacré à la Zone de protection spéciale ZPS pour les oiseaux du réservoir.
La proximité du parc national de Monfragüe et ses importantes colonies de vautour fauve et vautour moine est un élément d'attraction supplémentaire pour visiter cette zone de protection spéciale pour les oiseaux.

## Le réservoir commezone de protection spéciale(ZPS) pour les oiseaux

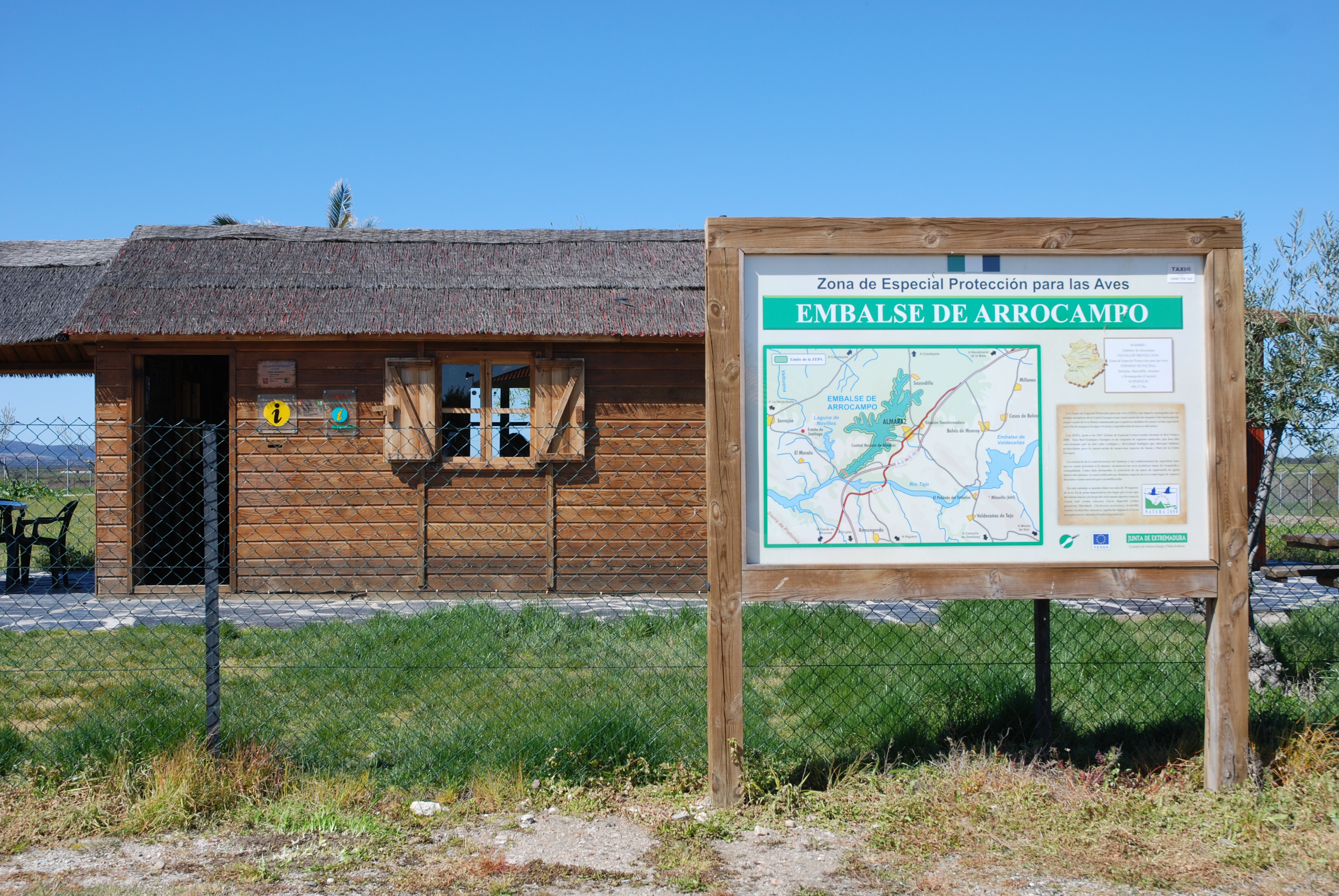
Bureau d'information de la zone de protection spéciale pour les oiseaux à Saucedilla

L'ampleur de la surface de ses eaux (776 ha), la température élevée de celles-ci (de 2 à 5 °C plus chaudes que les eaux hors du réservoir), leur eutrophisation, compensée cependant par l'oxygénation apportée par l'activité des pompes du système de réfrigération de la centrale d'Almaraz, l'importante végétation de massettes ou quenouilles (Typha), et les conditions spéciales de protection et de surveillance dues à la proximité de la centrale, ont abouti à la déclaration de ce réservoir comme Zone de protection spéciale (ZPS) pour les oiseaux (Zona especial de protección para las aves (ZEPA)) dans le cadre de la directive européenne 79/409/CEE (Directive Oiseaux) et du Réseau Natura 2000.
Les murs, dits de séparation thermique, servent de perchoirs et de lieux de nidification au grand cormoran et autres oiseaux comme la grande aigrette.
De nombreux oiseaux séjournent, toute l'année ou temporairement, ou nidifient dans l'habitat du réservoir ou de son entourage.
La liste est très nombreuse. On peut citer, sans être exhaustif, les oiseaux suivants :
- cigogne blanche : très courante, avant même l'existence du réservoir (construit en 1976).
- faucon crécerellette : espèce protégée par une ZPS située dans les murs et toits de l'église paroissiale de Saucedilla, proche du réservoir.
- héron pourpré
- busard des roseaux
- poule sultane, ou talève sultane, (très commune : considérée par certains comme le symbole du réservoir)
- foulque
- râle d'eau
- bécassine des marais
- spatule
- sterninae
- grèbe
- bihoreau gris
- héron cendré
- aigrette garzette
- héron garde-bœufs : très nombreux en raison de l'élevage bovin pratiqué dans l'entourage du réservoir.
- rémiz penduline
- gorgebleue à miroir
- bruant des roseaux
- élanion
- chouette chevêche
- hirondelle rousseline

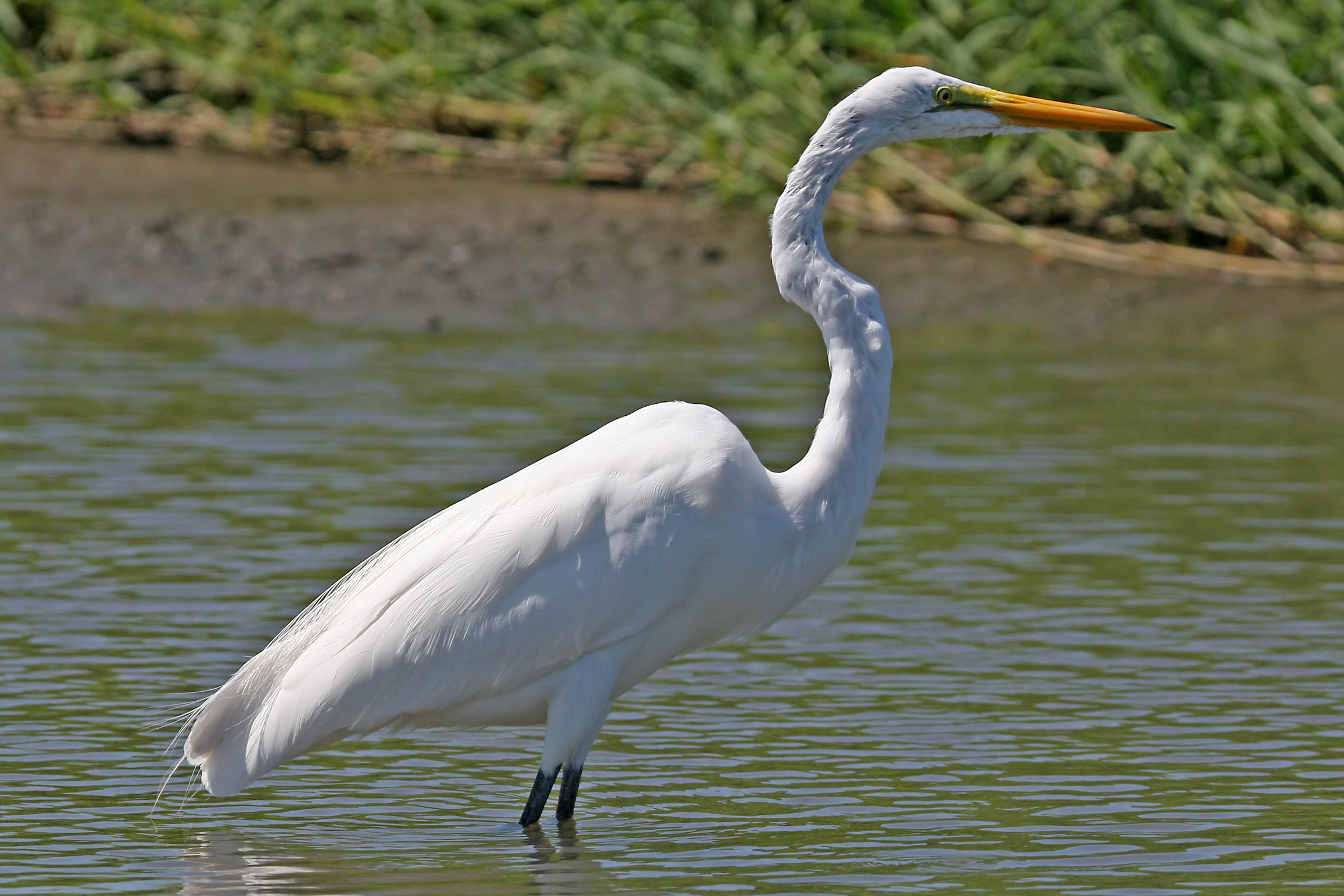
Grande aigrette
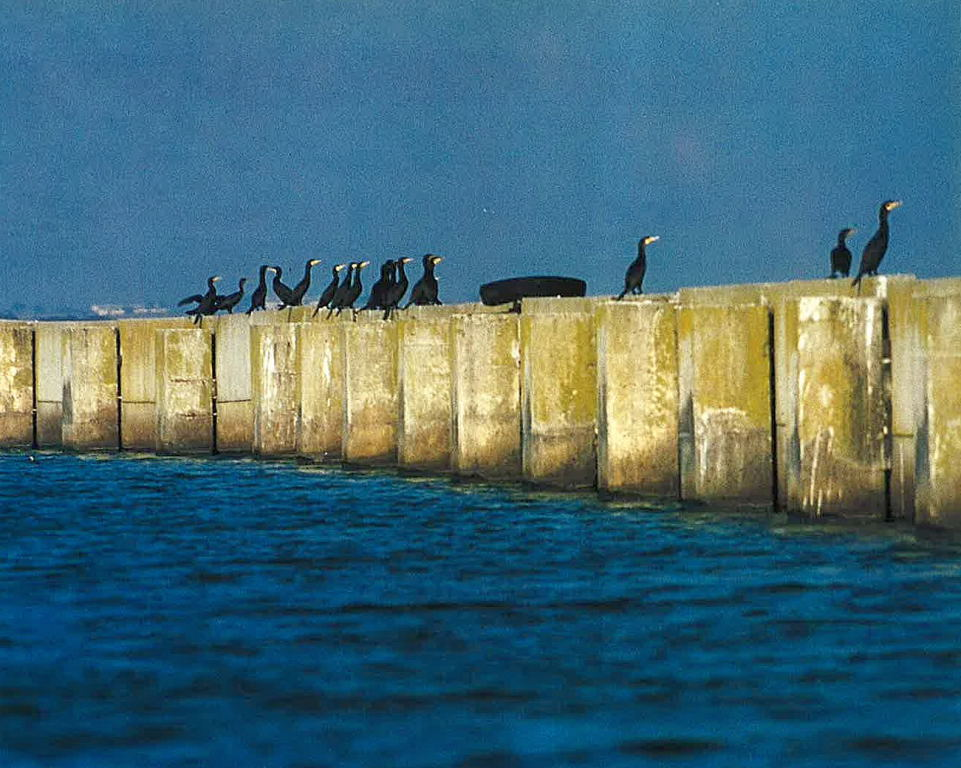
Grands cormorans sur les murs du réservoir
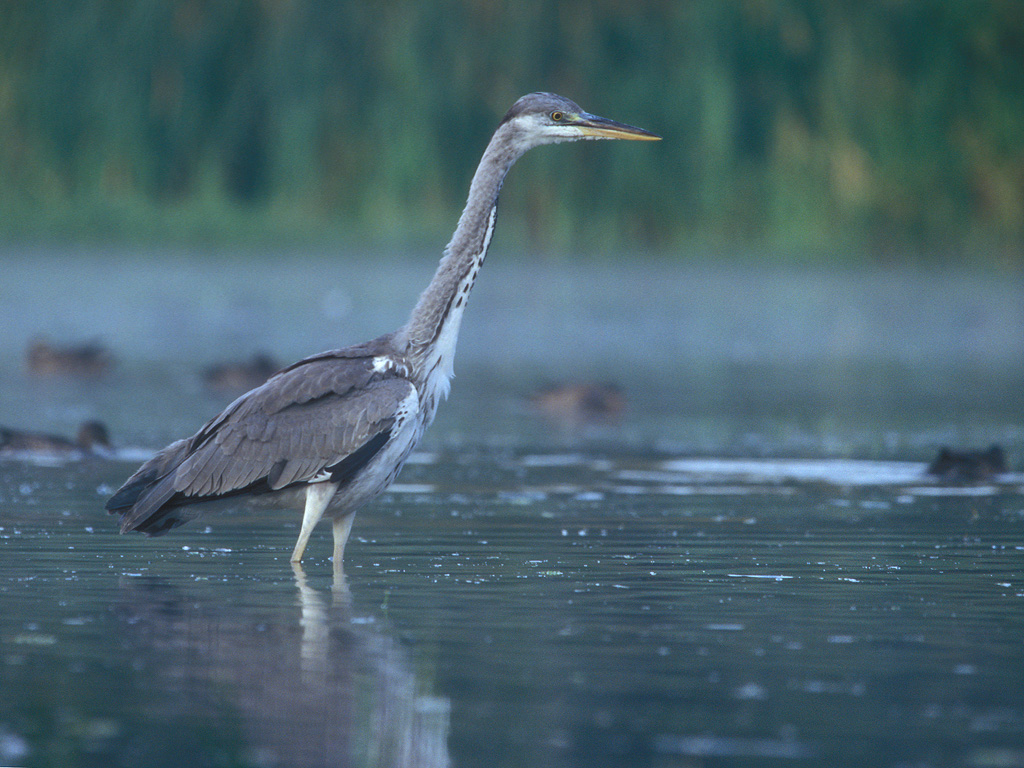
Héron cendré
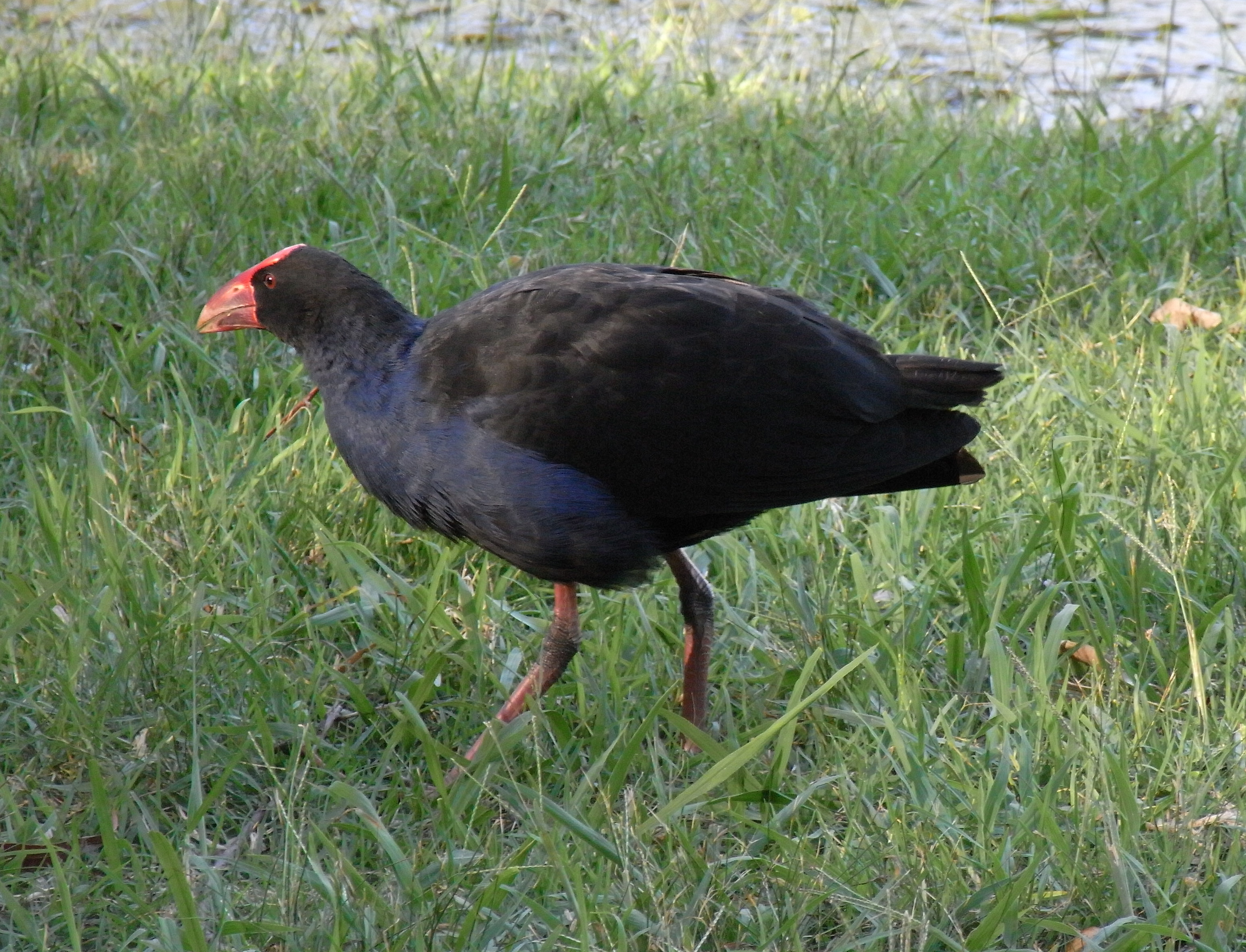
Poule sultane
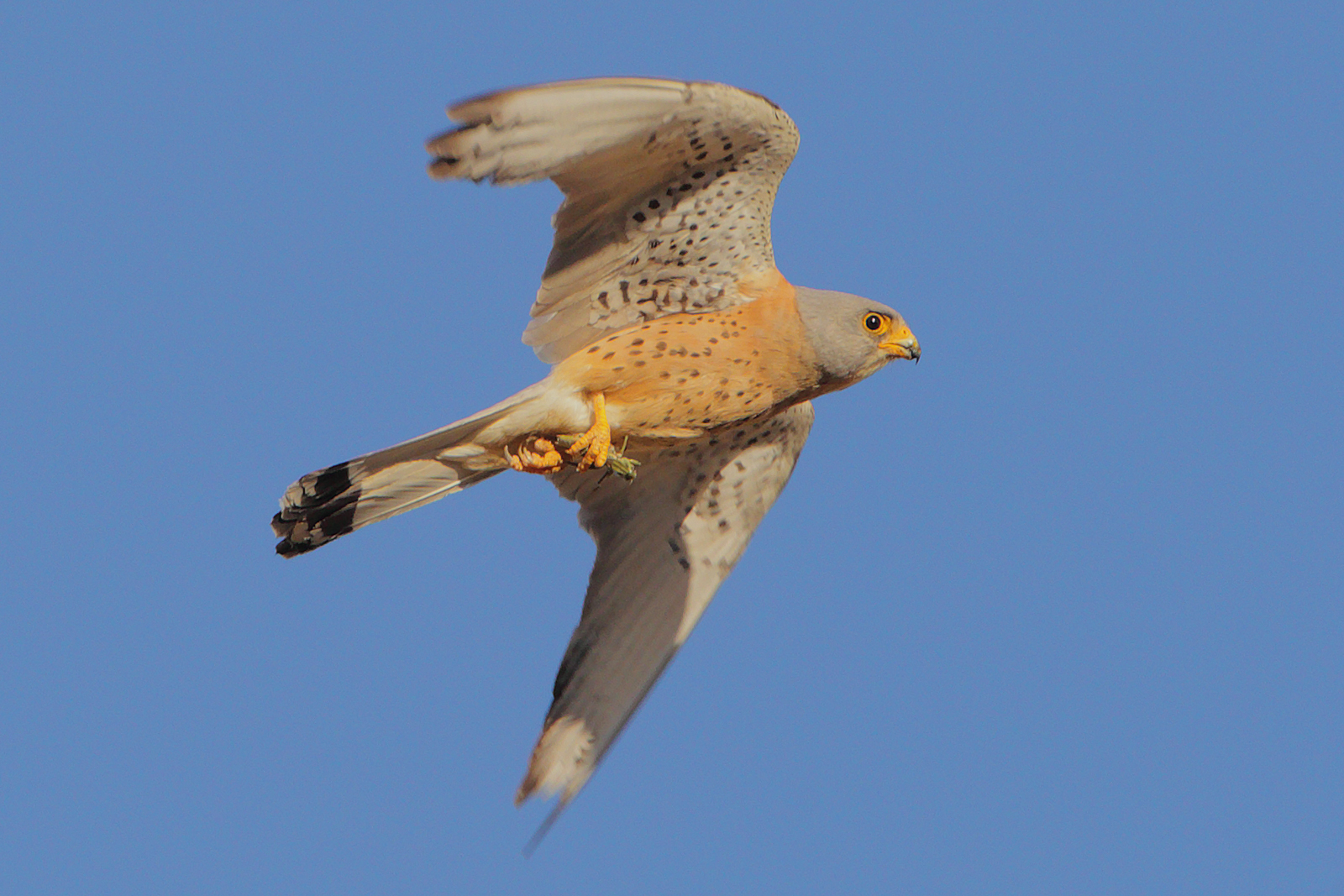
Faucon crécerellette, protégé à l'église de Saucedilla

## Parc ornithologique d'Arrocampo (Saucedilla)
La richesse et variété des oiseaux du réservoir a conduit à la création d'un parc ornithologique.
Conçu et projeté techniquement par le pédagogue et ornithologue Javier Briz, le parc est situé dans la commune de Saucedilla et constitué par deux routes balisées et par 5 postes d'observation.
L'une d'elles, la route no 1, se trouve dans le réservoir et son entourage.
La route no 2 est très proche de celui-ci, (voir l'illustration ci-dessous des routes du parc), à l'ouest de Saucedilla.
Ces deux parcours ornithologiques sont formés par des sentiers et des pistes en terre ou goudronnées locales.

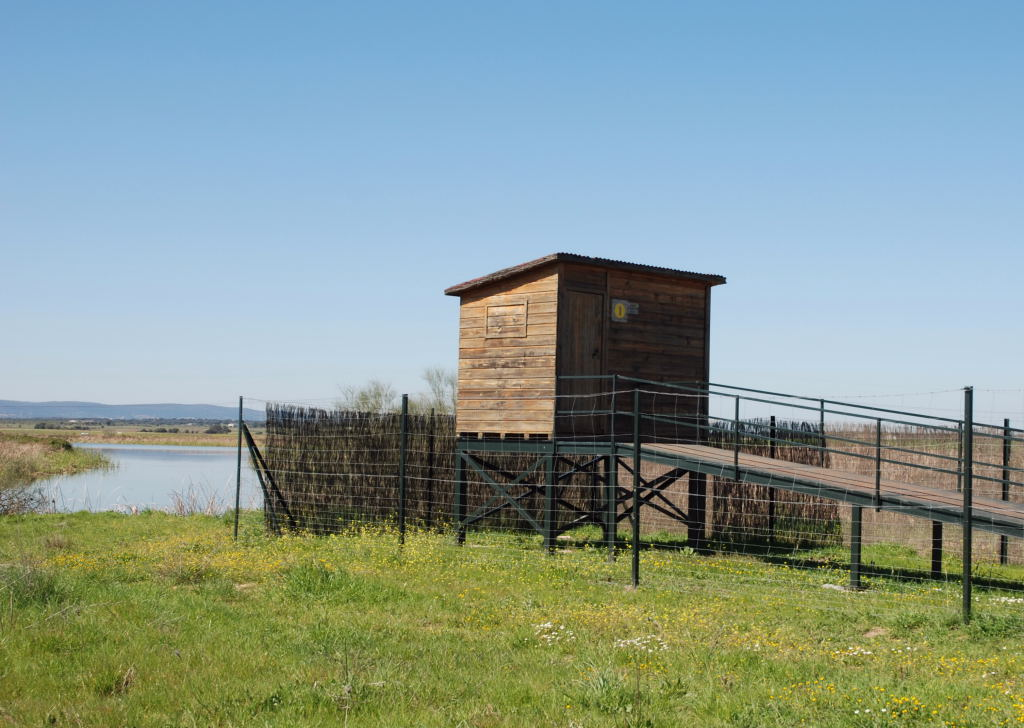
Observatoire sur la route no 1
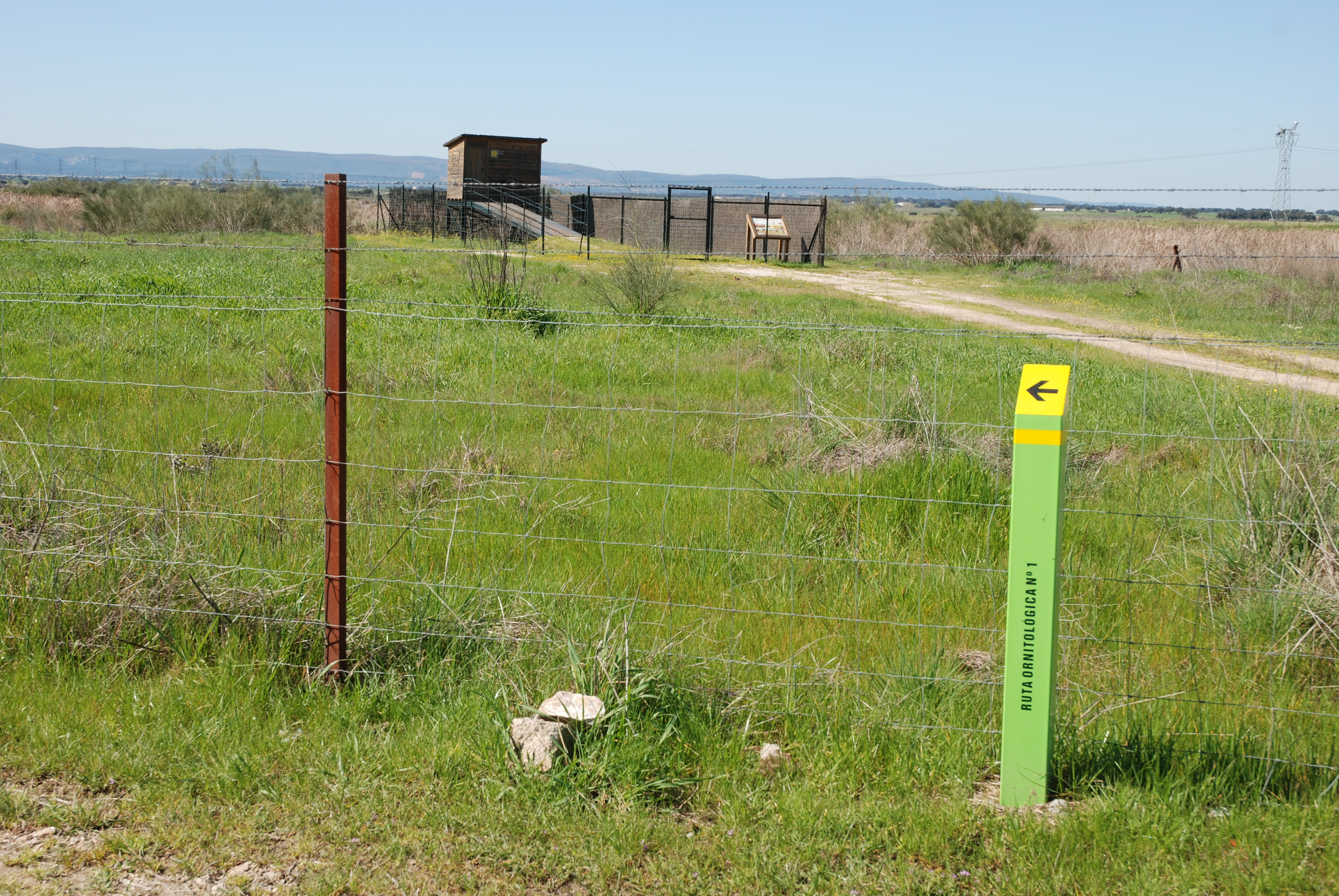
Balise de la route no 1
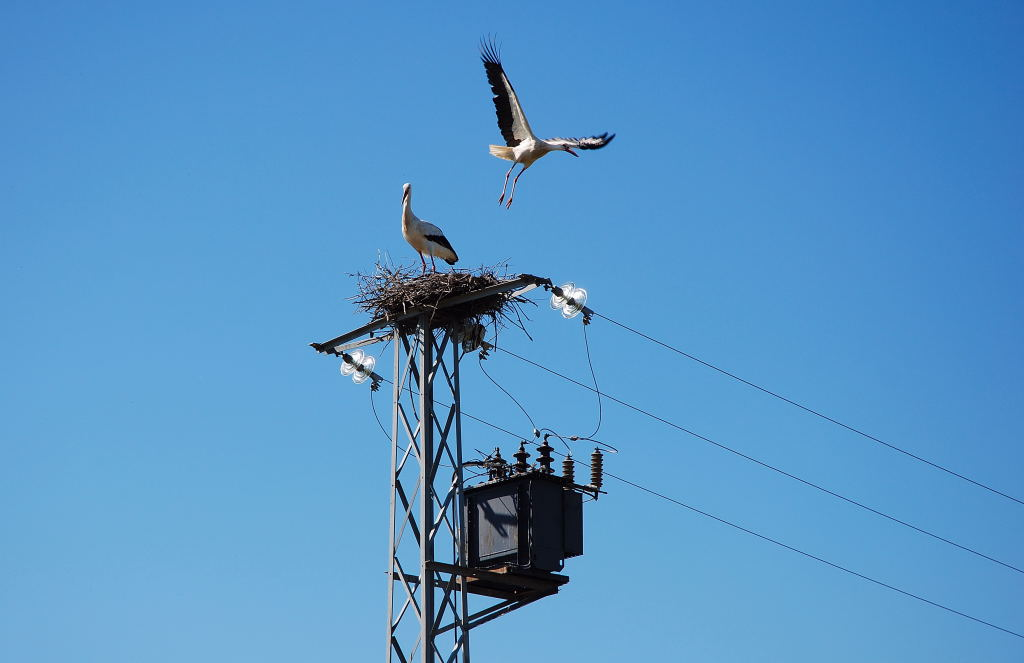
Cigognes blanches
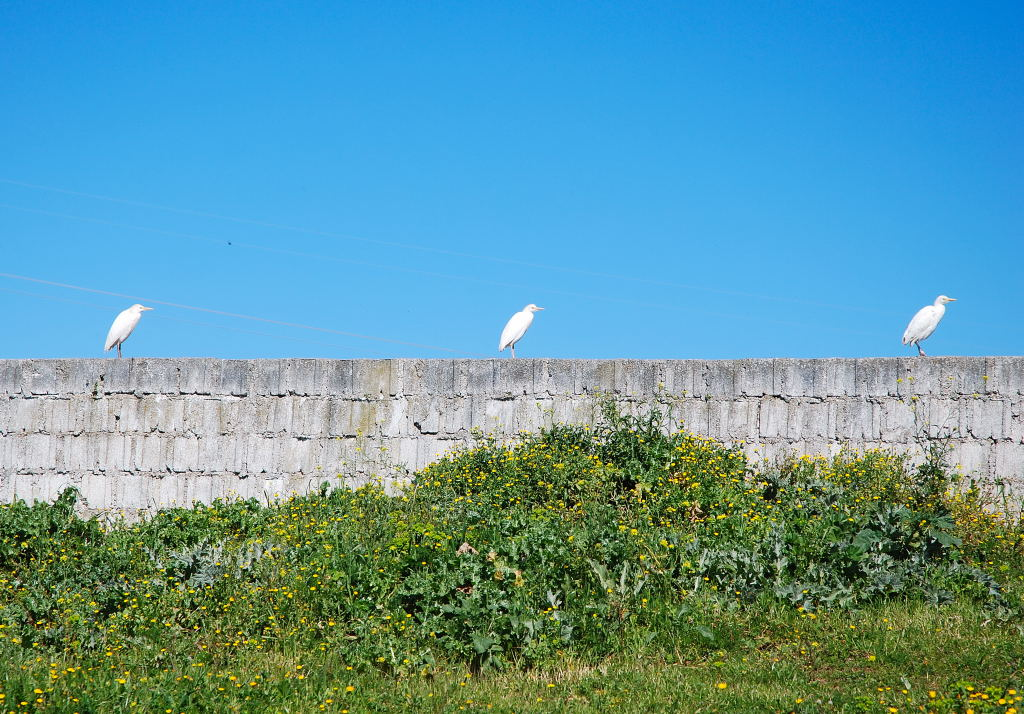
Hérons garde-bœufs
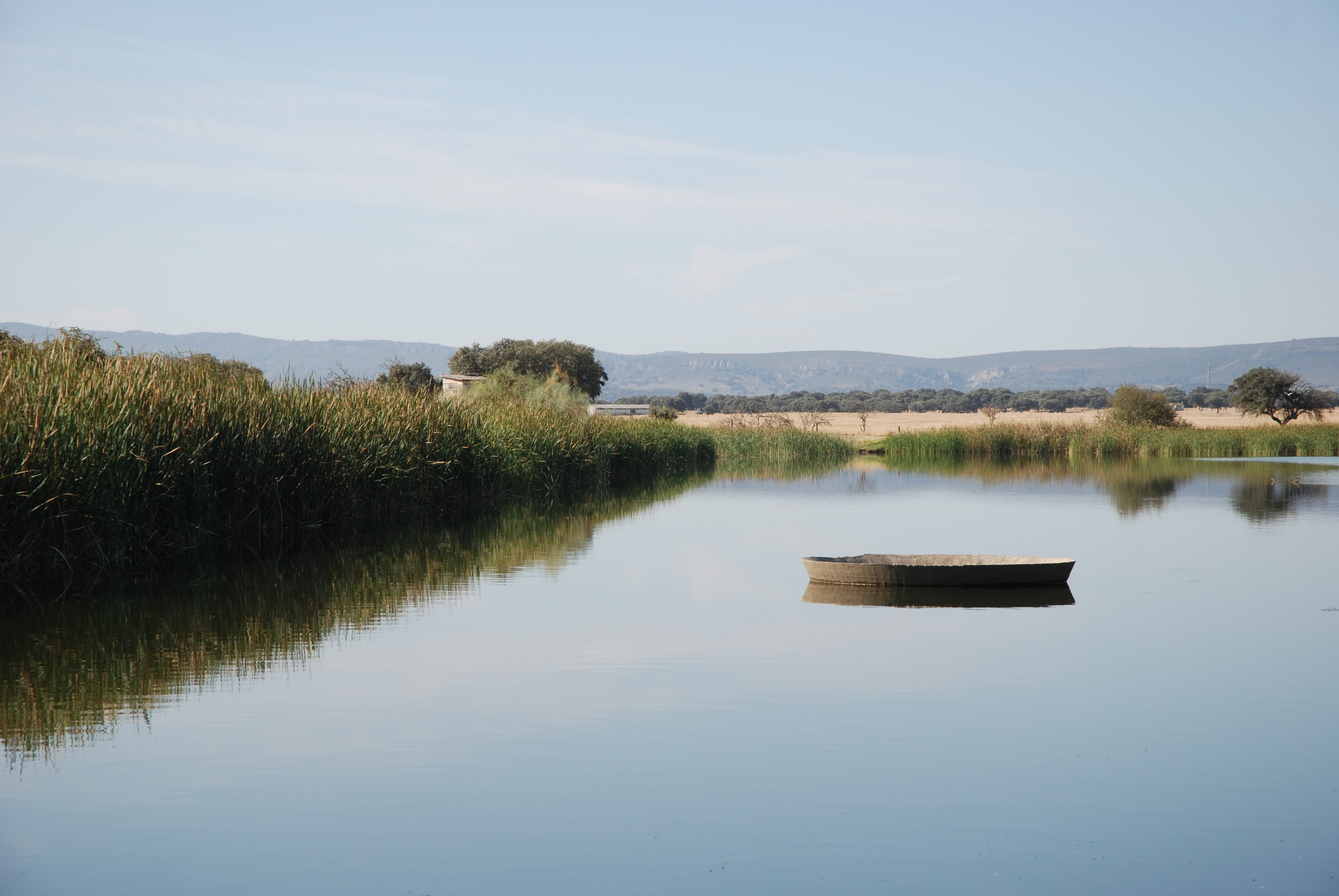
Retenue d'eau (balsa) de Cerro Alto, sur la route no 2
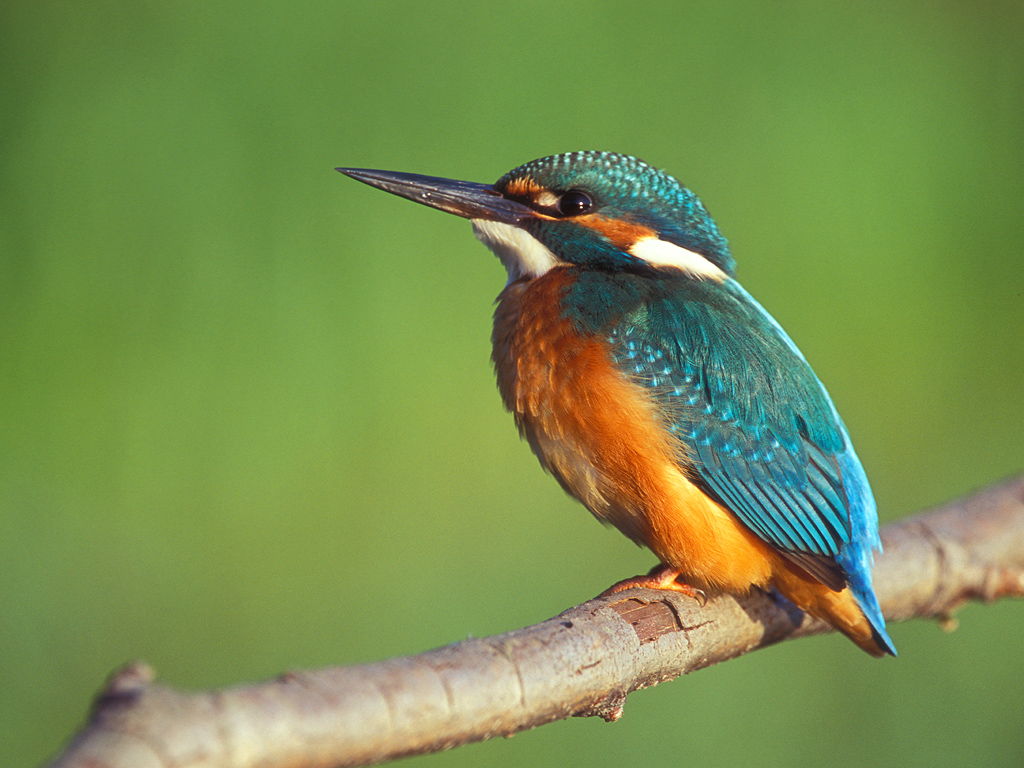
Martin pêcheur